# Anagārika

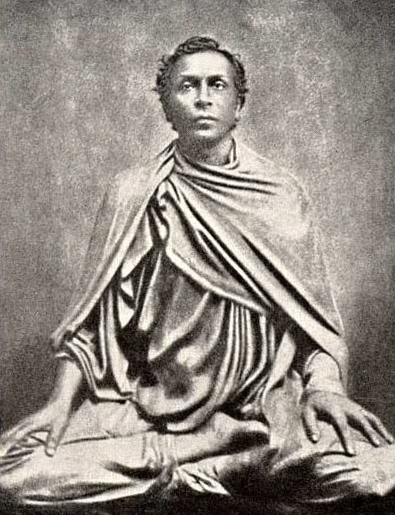
Anagarika Dharmapala.

Anagarika (en pali : anagarya) désigne, dans le bouddhisme, une personne qui a quitté sa maison et ses biens pour vivre dans l'errance comme un moine mendiant sans domicile fixe (un bhikkhu). Au sens strict, l'anagarika est donc ascète sans domicile. Le terme a été utilisé à partir du XXe siècle pour désigner des laïcs non ordonnés qui vivent cependant comme des moines. 